# Black Veil Brides
Black Veil Brides er et amerikansk rockband, der blev dannet i 2006 i Cincinnati, Ohio, USA. Bandet består lige nu af Andy Biersack (forsanger), Lonnie Eagleton (bassist, backup sanger), Christian "CC" Coma (trommeslager), Jeremy "Jinxx" Ferguson (guitar, violin) og Jake Pitts (guitar). Bandet er mest kendt for deres brug af kraftig, sort ansigts make-up, kropsmaling og langt hår, som alt sammen er inspireret af 80'ernes glam metal. Specielt Kiss og Mötley Crüe's.
Black Veil Brides har op til udgivelsen af deres seneste album "Black Veil Brides" lagt den kraftige ansigts make-up på hylden, har ændret deres stilart fra metal core til glam, og shock rock. CC Kom til bandet i 2010. Deres tidligere trommeslager hed Sandra Aleveranga.